# 陸錫明
陸錫明，字幼輿，號玉井，浙江嘉興府平湖縣人，明朝政治人物。

## 生平
少颖異，父陸基厚每撫而笑曰：「鵷兒鳳雛，将破殼出，豈效而翁與鷄鶩争。」乃手授經史，引古人忠孝大節，以訓迪之。天啓五年（1625年）乙丑科成進士。時魏忠贤用事，廷試前門客諷令往謁，正色謝之。及對策，擬一甲第三，抑置二甲第三，未嘗有愠色。授工部主事，始祖陸宣公祠在孤山，豪右改為書院，同兄陸鏊、姪陸澄原合疏上陳，得復歸世守。出知南直隸常州府，丁艱歸，起補徽州府。升江西提學副使，清節益著，鉴拔得人。念母年高，乞終養，卒于家。